# Villa nigra
Villa nigra är en tvåvingeart som beskrevs av Cresson 1916. Villa nigra ingår i släktet Villa och familjen svävflugor. Inga underarter finns listade i Catalogue of Life.